# 皆野町営バス
皆野町営バス（みなのちょうえいバス）は、埼玉県秩父郡皆野町の廃止代替バス。

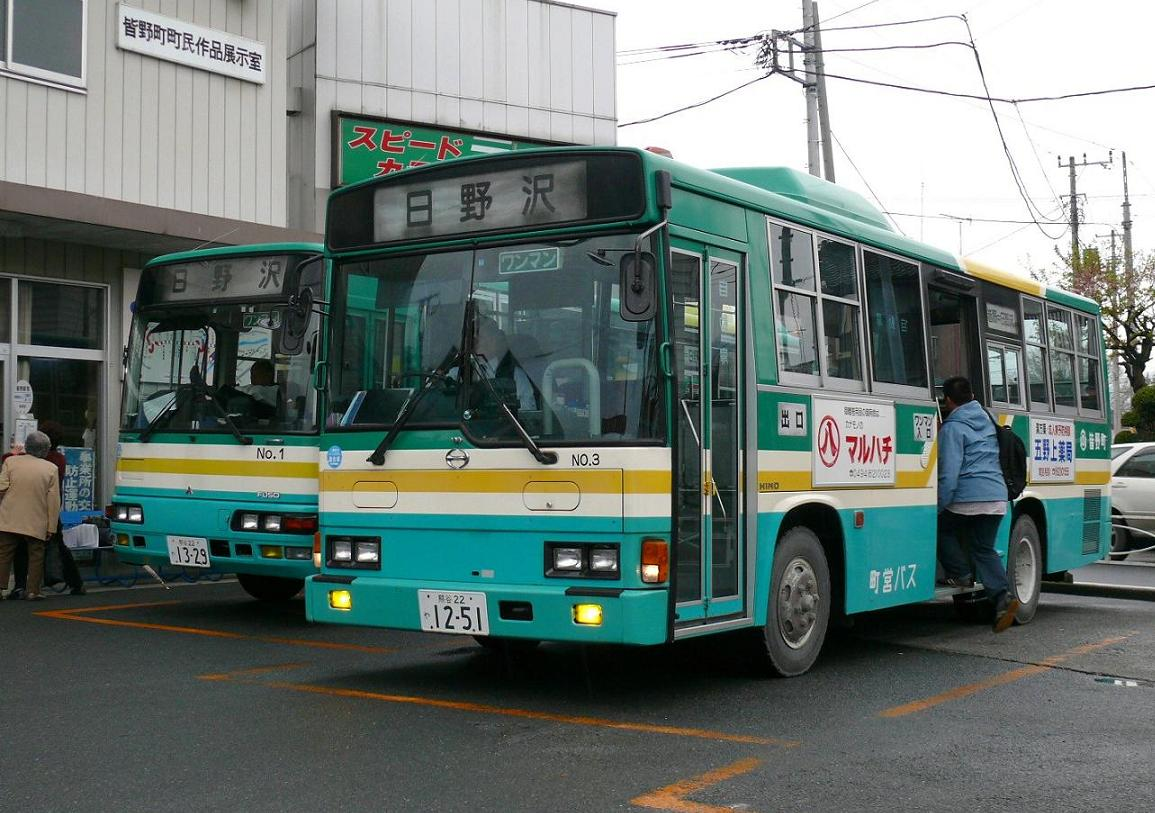
皆野町営バスの車両
（2007年4月）

## 現行路線
かつて、東武鉄道バス事業本部が運行していた路線を引き継いで運行している。

### 日野沢線
- 皆野駅前 - 役場入口 -駒形‐中学校前‐ 国神局前 - 長生荘 - 根古屋橋 - 秩父温泉前 - 風戸入口 - 日野 - 札所前 - 秩父華厳前 - 西門平 - 西立沢 - 日野沢山の家

### 金沢線
- 皆野駅前 - 役場入口 - 国神局前 - 長生荘 - 根古屋橋 - 岩鼻 - 山形 - 諏訪平 - いろは橋折り返し場 - 浦山